# Svezia ai Giochi della XXXI Olimpiade
La Svezia ha partecipato ai Giochi della XXXI Olimpiade, che si sono svolti a Rio de Janeiro, Brasile, dal 5 al 21 agosto 2016.

## Medaglie

### Medagliere per discipline
| Sport       | Oro | Argento | Bronzo | Totale |
| ----------- | --- | ------- | ------ | ------ |
| Nuoto       | 1   | 1       | 1      | 3      |
| Ciclismo    | 1   | 1       | 0      | 2      |
| Equitazione | 0   | 1       | 0      | 1      |
| Calcio      | 0   | 1       | 0      | 1      |
| Golf        | 0   | 1       | 0      | 1      |
| Tiro        | 0   | 1       | 0      | 1      |
| Lotta       | 0   | 0       | 2      | 2      |
| Totale      | 2   | 6       | 3      | 11     |

### Medaglie d'oro
| Medaglia | Nome           | Sport    | Evento                       |
| -------- | -------------- | -------- | ---------------------------- |
| Oro      | Sarah Sjöström | Nuoto    | 100 metri farfalla femminili |
| Oro      | Jenny Rissveds | Ciclismo | Cross country femminile      |

### Medaglie d'argento
| Medaglia | Nome                                       | Sport       | Evento                           |
| -------- | ------------------------------------------ | ----------- | -------------------------------- |
| Argento  | Emma Johansson                             | Ciclismo    | Corsa in linea femminile         |
| Argento  | Sarah Sjöström                             | Nuoto       | 200 metri stile libero femminili |
| Argento  | Marcus Svensson                            | Tiro        | Skeet maschile                   |
| Argento  | Henrik Stenson                             | Golf        | Individuale maschile             |
| Argento  | Peder Fredricson                           | Equitazione | Salto ostacoli individuale       |
| Argento  | Nazionale di calcio femminile della Svezia | Calcio      | Torneo femminile                 |

### Medaglie di bronzo
| Medaglia | Nome           | Sport        | Evento                           |
| -------- | -------------- | ------------ | -------------------------------- |
| Bronzo   | Sarah Sjöström | Nuoto        | 100 metri stile libero femminili |
| Bronzo   | Jenny Fransson | Lotta libera | 69 kg femminile                  |
| Bronzo   | Sofia Mattsson | Lotta libera | 53 kg femminile                  |

## Nuoto
| Atleta                                                                       | Evento         | Batterie | Batterie   | Semifinali      | Semifinali      | Finale          | Finale          |
| Atleta                                                                       | Evento         | Tempo    | Classifica | Tempo           | Classifica      | Tempo           | Classifica      |
| ---------------------------------------------------------------------------- | -------------- | -------- | ---------- | --------------- | --------------- | --------------- | --------------- |
| Louise Hansson                                                               | 100 m farfalla | 59"73    | 31ª        | non qualificata | non qualificata | non qualificata | non qualificata |
| Michelle Coleman Sarah Sjöström Ida Marko-Varga Louise Hansson Ida Lindborg* | 4×100 m libero | 3:36"42  | 6ª C       | N.D.            | N.D.            | 3:35"90         | 5ª              |

- Nuotato in manche unica

| Atleta       | Evento     | Batterie | Batterie   | Semifinali      | Semifinali      | Finale          | Finale          |
| Atleta       | Evento     | Tempo    | Classifica | Tempo           | Classifica      | Tempo           | Classifica      |
| ------------ | ---------- | -------- | ---------- | --------------- | --------------- | --------------- | --------------- |
| Erik Persson | 100 m rana | 1:01"20  | 32ª        | non qualificato | non qualificato | non qualificato | non qualificato |